# Conversor digital-analógico

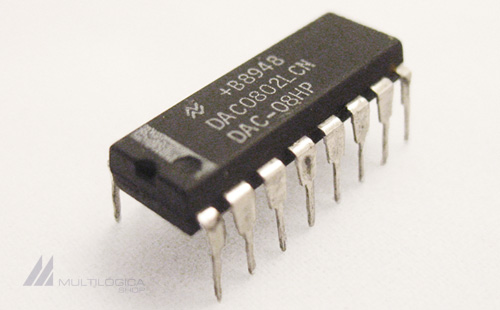
DAC de 8 bits.

Um DAC (acrônimo para a expressão em língua inglesa Digital-to-Analog Converter), em português conversor digital-analógico, é um circuito eletrônico que tem a função de converter uma grandeza digital (por exemplo um código binário) em uma grandeza analógica (normalmente uma tensão ou uma corrente).
Apesar das inúmeras estruturas para o DAC, para garantir uma melhor adaptação é importante avaliar três parâmetros: a resolução, a precisão e a frequência máxima. Devido à complexidade e a necessidade de equipamentos mais precisos, a maioria dos DACs foram implementadas à circuitos integrados.
Os DACs são comumente usados em leitores de música, convertendo sinais digitais para sinais analógicos de som. Eles também são usados em televisões e celulares, convertendo dados de vídeo digital para sinais analógico que controlam a imagem. Essas duas aplicações usam DACs opostos em relação à frequência e resolução, isto é, o DAC utilizado no circuito de áudio tem que ser de baixa frequência e alta resolução, enquanto que o DAC utilizado no circuito de vídeo exige alta frequência e baixa ou média resolução.

## Visão geral

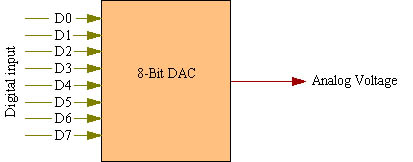
Diagrama simples do funcionamento do DAC.

Apesar do mundo real ser quase totalmente analógico, a conversão de sinais analógicos para sinais digitais (realizada por um Conversor Analógico-Digital) é de extrema importância pois o tratamento de dados com o sinal digital se torna muito mais fácil. Geralmente, após esse processamento, o sinal deve ser convertido novamente para analógico para atuar sobre certo sistema que manda uma resposta em sinal analógico (por exemplo um sensor ultrassônico).   
Um sinal digital é composto por n bits, sendo sua transmissão realizada de forma discreta, ou seja, os bits são transmitidos um a um, descontinuamente. Já o sinal analógico é contínuo, possuindo um pico (valor máximo alcançado, geralmente, em volts), uma frequência (medida em hertz) e uma fase (medida em radianos ou em graus). Os valores transmitidos em bits para o DAC são convertidos do código binário para o sistema decimal que é representado pelo valor analógico na saída, em volts. Isso está representado pelo diagrama ao lado.   

## Aplicações
Esses conversores geralmente são usados para captar uma grandeza física convertida por um conversor analógico-digital, para posteriormente fornecer uma tensão ou corrente para o acionamento de algum dispositivo analógica. Algumas de suas aplicações são:
- Controle, em que a associação de um computador com um DAC pode controlar praticamente qualquer variável física, como a velocidade de um motor ou a temperatura de um forno.
- Teste automático, no qual se faz uso da automação dos computadores junto a DACs para testar circuitos analógicos.
- Reconstrução de sinais, que está ligado ao armazenamento, sendo o DAC utilizado para receber sinais digitalizados de um conversor analógico-digital e converter esses dados de volta, um ponto de cada vez. Essa combinação de reconstrução e digitalização é usada, geralmente, em osciloscópios de memória digital, sistemas de áudio com CDs e gravação de áudio e vídeo digitais.

## Tipos de Conversores
Existem diversos modelos e formatos de conversores digital-analógicos e, com essa variedade, atribuiu-se usos próprios para cada tipo desses conversores de modo a privilegiar suas vantagens. Os três principais formatos de DACs são:

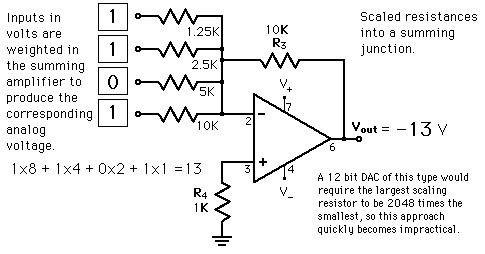
Esquema de DAC com bits em paralelo.

- Conversores digitais-analógicos em série, os quais tem seus bits associados em series, o que da simplicidade ao projeto.
- Esquema de DAC com bits em paralelo.Conversores digitais-analógicos em paralelo, cujos bits associam-se em paralelo, garantindo alta velocidade na decodificação de dados digitais para valores analógicos, ao preço de uma resolução baixa (geralmente, 8 bits ou menos).

- Conversores digitais-analógicos por Counter Decoder, o qual faz uso de um clock associado a um contador para efetuar comparações com o valor digital e, assim, recuperar a amostragem analógica. Esse conversor, ainda que tenha limitações quanto a frequência máxima se comparado ao outros DACs, tem uma alta adaptabilidade, já que, para cada caso em que exija frequências específicas, basta efetuar uma troca de clock adequada.

Ainda, entende-se como um importante aspecto dos DACs um bom chaveamento, visto que, por vezes, quando se trata de códigos binários, um erro em único dígito pode culminar em enorme problema. Para tanto, é usual nesses conversores o uso de códigos alternativos, como o código gray, por exemplo, o qual possibilita com que a variação de um número para outro mude apenas um digito binário.